# Contachilometri
Il contachilometri (o contamiglia nei Paesi che non usano il SI, in particolare nel Regno Unito e negli Stati Uniti d'America) è un particolare tipo di odometro (uno strumento di misura che indica la distanza percorsa) che è montato sulla quasi totalità dei veicoli e ha la funzione di misurare i chilometri (o le miglia) percorsi; generalmente non se ne hanno uno solo bensì due: parziale e totale. Spesso, nel gergo colloquiale viene confuso con il tachimetro che, diversamente dal contachilometri, misura la velocità anziché la percorrenza. La sua storia può essere fatta risalire all'invenzione dell'odometro, tanto è vero che in diversi idiomi mantiene la stessa denominazione dell'antesignano, e anche in italiano si usa se non si vuole specificare l'unità di misura (miglia o chilometri).

## Tipi di contachilometri

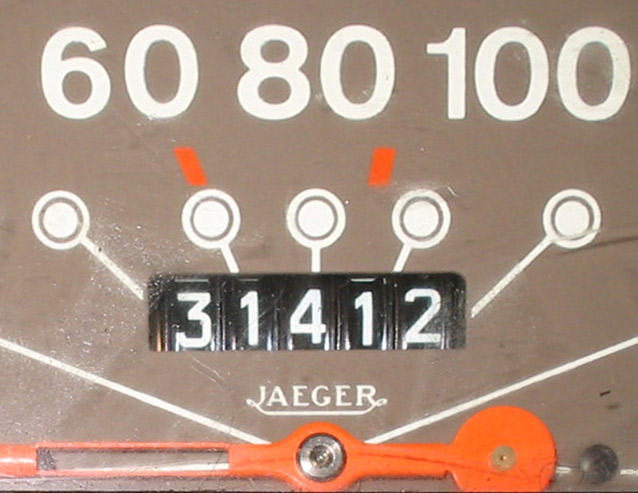
Contachilometri all'interno di un tachimetro

I contachilometri a seconda delle sue caratteristiche viene suddiviso in:
- Contachilometri totale: è generalmente utilizzato per quantificare quanto abbia lavorato un mezzo, quindi per regolare le operazioni di manutenzione e per una più corretta valutazione nel caso di vendita del mezzo. Viene azzerato solo all'inizio della vita del veicolo. Agli albori dell'industria automobilistica era usuale una scala a 5 cifre, ma già con gli anni 1970, con la maggiore affidabilità dei veicoli è usualmente in una scala a 6 cifre, per evitare che si azzeri, anche se sulle motociclette viene ancora usato un contachilometri da 5 cifre.
- Contachilometri parziale: può essere azzerato per volontà dell'utilizzatore grazie a una rotella o un pulsante presente sul quadro strumenti. È utile sia per misurare la distanza da un luogo a un altro sia per effettuare una stima dei consumi del mezzo: azzerandolo al momento dell'effettuazione del pieno di carburante e leggendo la misura fornita in occasione del rabbocco totale successivo. Conoscendo il numero di litri immessi è così facile effettuare il calcolo km/L. La scala più usata è a 3 cifre intere più una cifra decimale rappresentante le centinaia di metri.

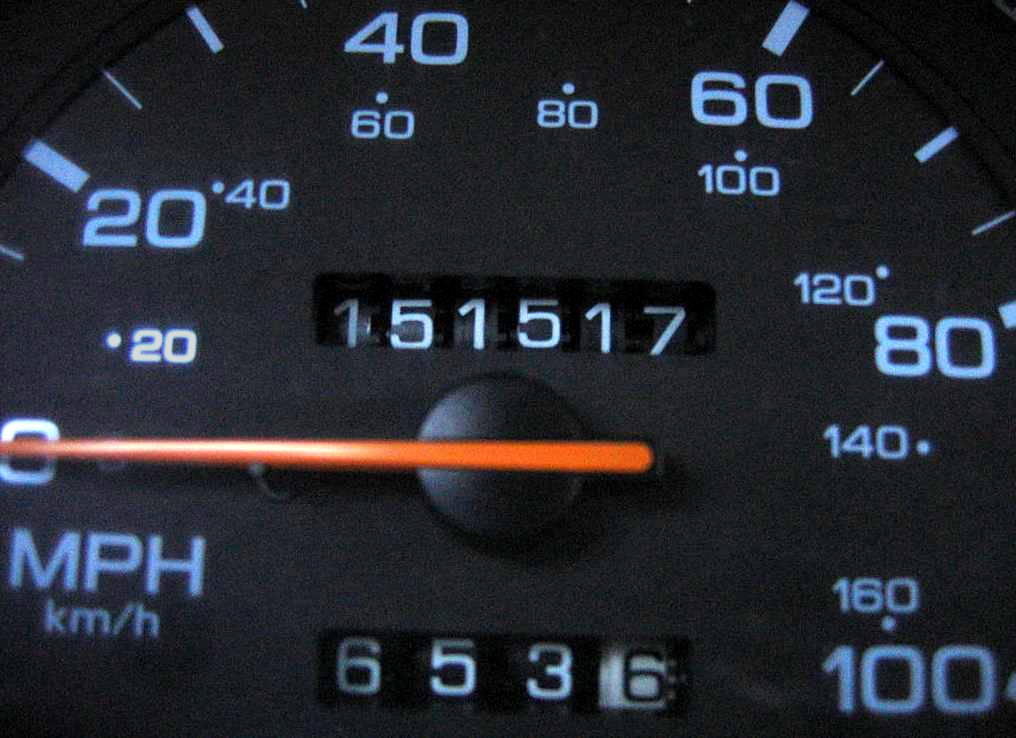
Contamiglia totale e parziale all'interno di un tachimetro

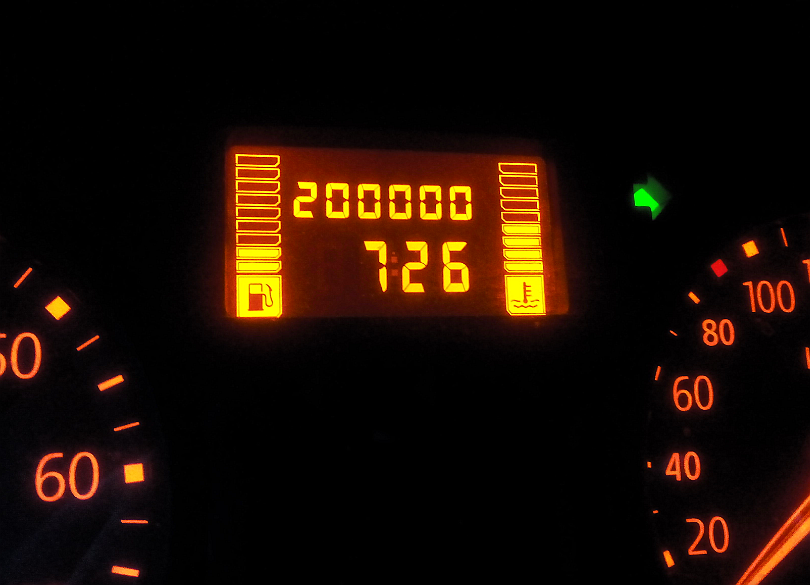
Contachilometri digitale

Inoltre a seconda della tecnologia costruttiva:
- Meccanico, il conteggio viene eseguito da un contatore meccanico
- Elettronico, il conteggio viene eseguito dal computer di bordo e fatto visualizzare sul display quando il blocchetto d'accensione è su on.

## Posizione del contachilometri
Il contachilometri, data la sua compattezza, viene solitamente integrato nel tachimetro, in modo che nell'azione di controllare l'andatura del mezzo si controlli anche la distanza percorsa, eliminando contemporaneamente la necessità di uno strumento separato, più costoso e ingombrante. Negli ultimi anni la tecnologia meccanica, costituita da ruote decadiche, è stata sostituita con un display digitale gestito dalla centralina dell'autoveicolo, una memoria permanente conserva il dato del chilometraggio percorso anche togliendo l'alimentazione elettrica alla centralina.

## Alterazione
L'alterazione del contachilometri è stata a lungo una pratica, scorretta, utilizzata in particolare sul mercato di compravendita di veicoli usati; con l'avvento del Codice del consumo (D. Lgs. n. 206/2005) questa pratica è diventata sanzionabile severamente dall'Autorità Garante della Concorrenza e del mercato e la Direttiva CE 2014/45, recepita dall'Italia con decreto 19 maggio 2017 del Ministro delle infrastrutture e dei trasporti, richiede sanzioni punitive e dissuasive per chiunque sia coinvolto nell'alterazione.

## In nautica
Gli strumenti usati per misurare la distanza percorsa da un'imbarcazione sono detti contamiglia, anche se in questo caso non sono ovviamente le miglia terrestri a essere misurate ma le miglia marine.